# Никола Николов (генерал-майор)
Вижте пояснителната страница за други личности с името Никола Николов.
Никола Стоянов Николов е български офицер, генерал-майор.

## Биография
Роден е на 22 март 1944 г. в Божурище. Завършва през 1963 г. Висшето народно военно инженерно училище в Силистра. След това в периода 1963 – 1967 г., учи във Висшето народно военно училище във Велико Търново като инженер-химик. През 1981 г. завършва за общовойскови командир във Военната академия в София. Между 1967 и 1974 г. е последователно командир на взвод за химическа защита, старши помощник-началник на РХР, старши помощник в Оперативен отдел, началник на отдел Оперативна подготовка, началник на Оперативен отдел.
През 1974 г. постъпва на работа в полувоенната организация за гражданска отбрана, с име гражданска защита от 1992 г. Тогава завършва висш офицерски курс по Гражданска отбрана в Москва. От 6 декември 1991 г. е началник на Управление „Гражданска защита“ (УГЗ) в Министерството на отбраната, като организира преобразуването на УГЗ в гражданска служба в МО, запазвайки генералското си звание и длъжност, като през 1994 г. е удостовен с висше военно звание генерал-майор. През 1994 г. завършва Академията на ФБР в САЩ, а през 1999 г. изкарва курс в Центъра за изследване на сигурността „Джордж Маршал“. На 7 юли 2000 г. е удостоен с висше военно звание генерал-майор. На 15 март 2001 г. е освободен от длъжността началник на служба „Гражданска защита на Република България“.
От 2006 до 2007 г. е началник на политическия кабинет на министъра на държавната политика за бедствия и аварии. Замесен е в скандал с изнудване от ромски лидери от Мещерето. Причините за изнудването остават скрити за обществото, както и източниците на парите, които е дал. Началник е на кабинета на министърката на бедствията и авариите Емел Етем.
Носител е на награден знак „За вярна служба под знамената I степен“.